# Scania série 2
Scania série 2, také nazývaná Scania GPRT, je řada těžkých nákladních vozidel vyráběných společností Scania. Šlo o nástupce 1-série; výroba začala v roce 1980 a skončila v roce 1987. Série 2 přišla s řadou různých motorů, od řadového šestiválce o objemu 7,8 litru až po 14litrový vidlicový osmiválec. Výroba řady 2 se v Evropě zastavila 2 roky po představení řady 3 v roce 1989, ale v Argentině a Brazílii pokračovala až do roku 1992. Série byla na počátku 80. let poprvé představena modelem T - Torpedo s kapotovanou kabinou, kterou včetně nového interiéru navrhl Giorgetto Giugiaro.
Další modely řady 2 následovaly později s následujícími kabinami:
- G krátká snížená kabina
- P krátká nebo dlouhá snížená kabina
- R vysoká kabina dlouhá nebo krátká s dvojlůžkem

Kabiny byly montovány na 3 různé podvozky:
- M: pro distribuci a regionální dopravu
- H: Vysoká tuhost, podvozek pro dlouhé trasy
- E: Dvojitý rámový pro těžkou přepravu a stavební vozidla

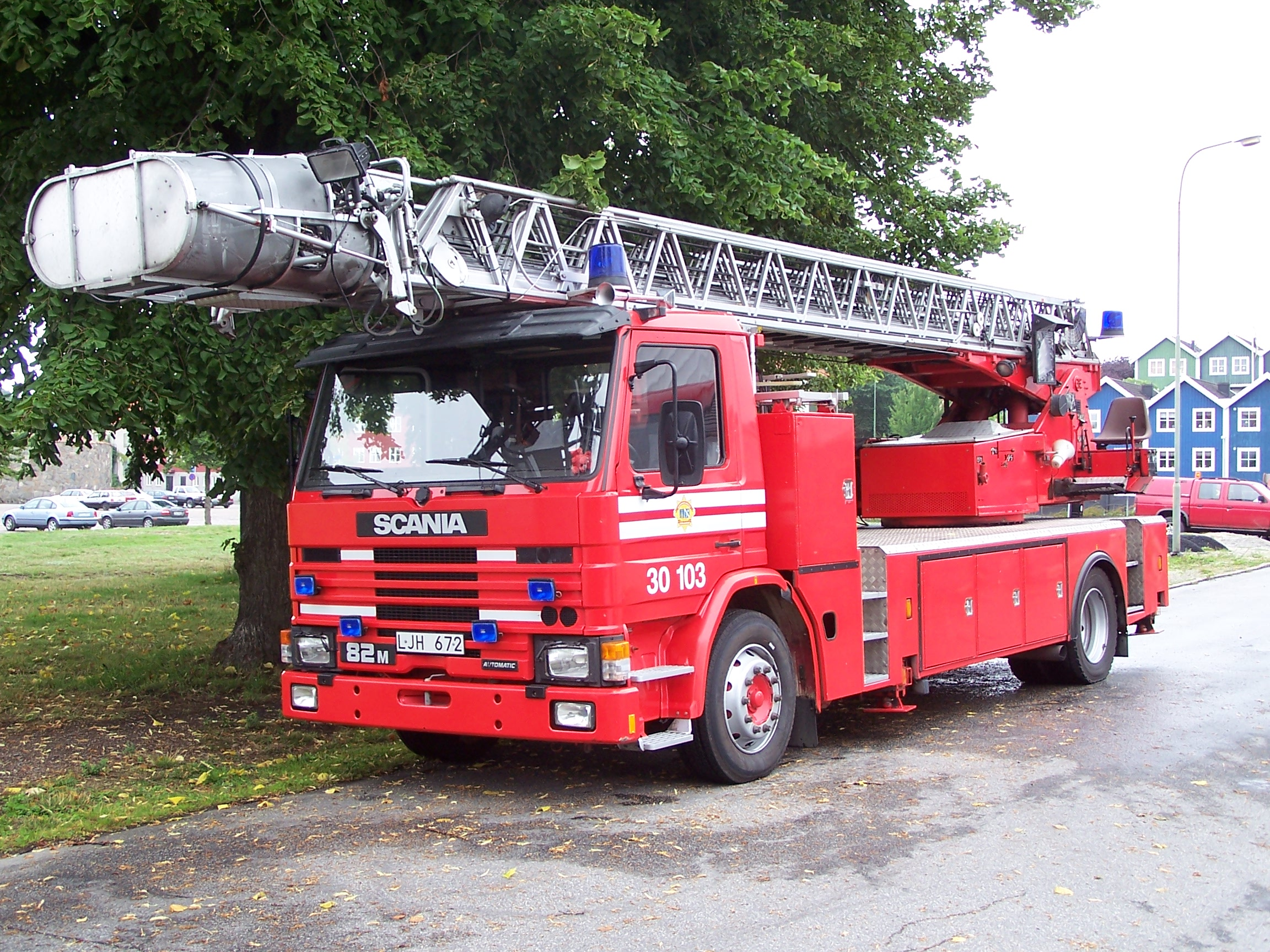
Scania G82M v Karlskroně.
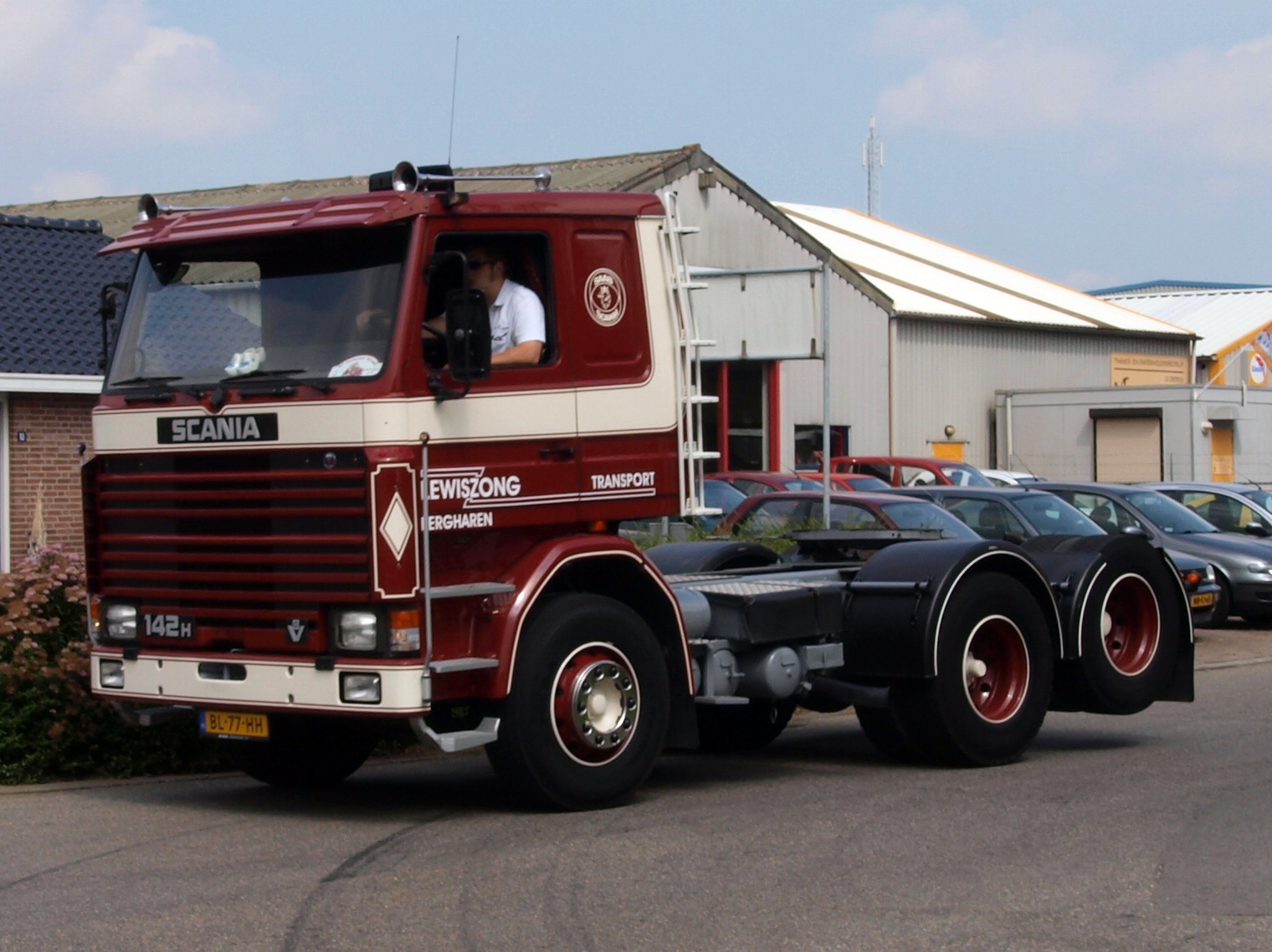
Scania 142H s kabinou R a podvozkem H
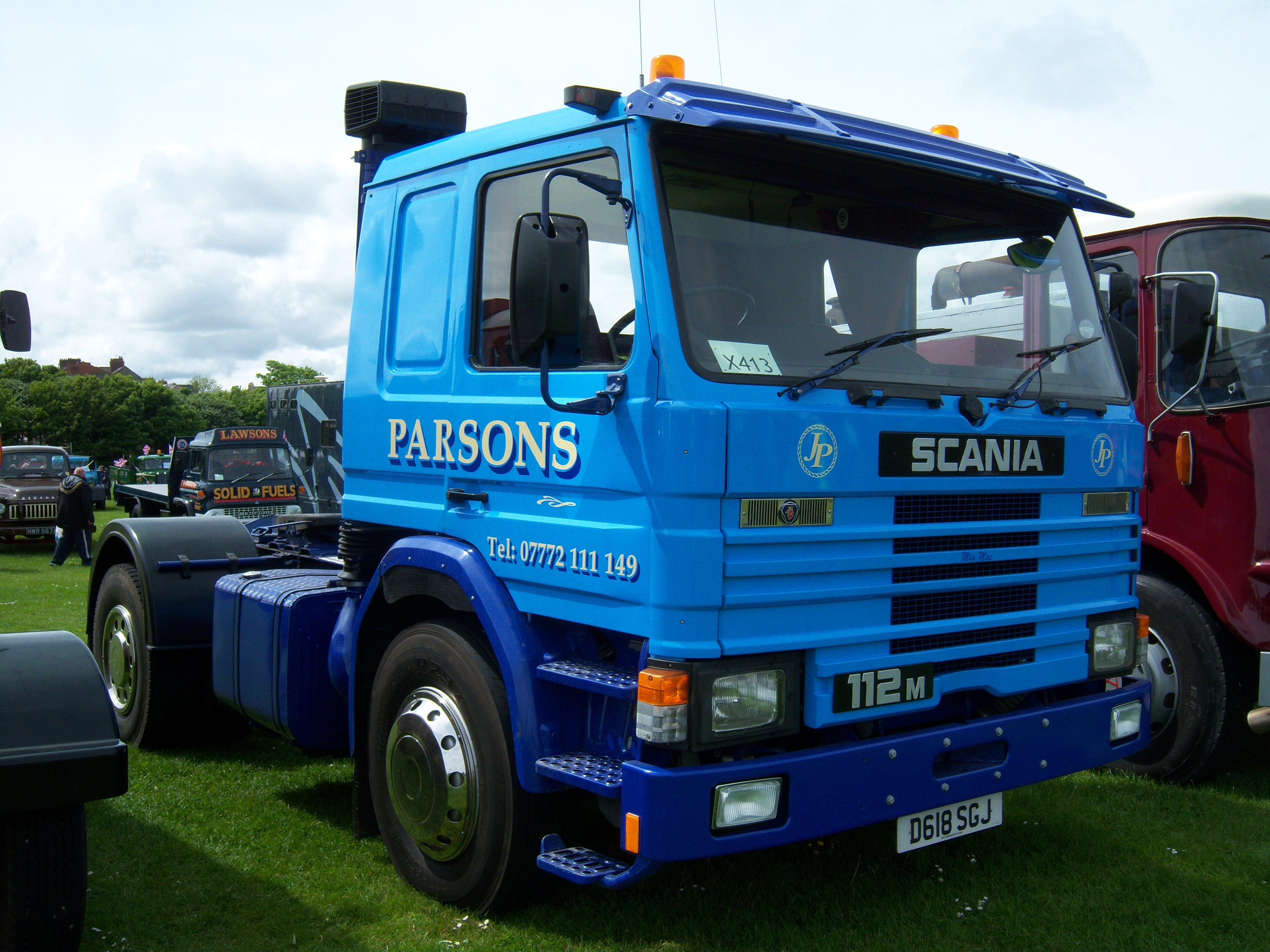
Scania 112M z roku 1986.
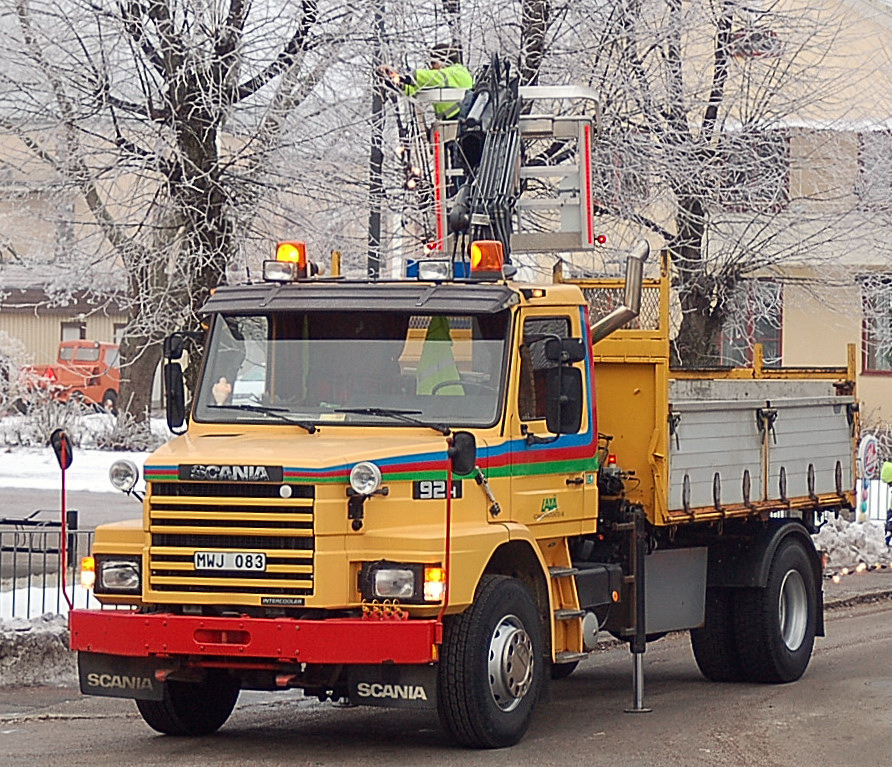
Scania T92H z roku 1986 se zvedacím plošinou.
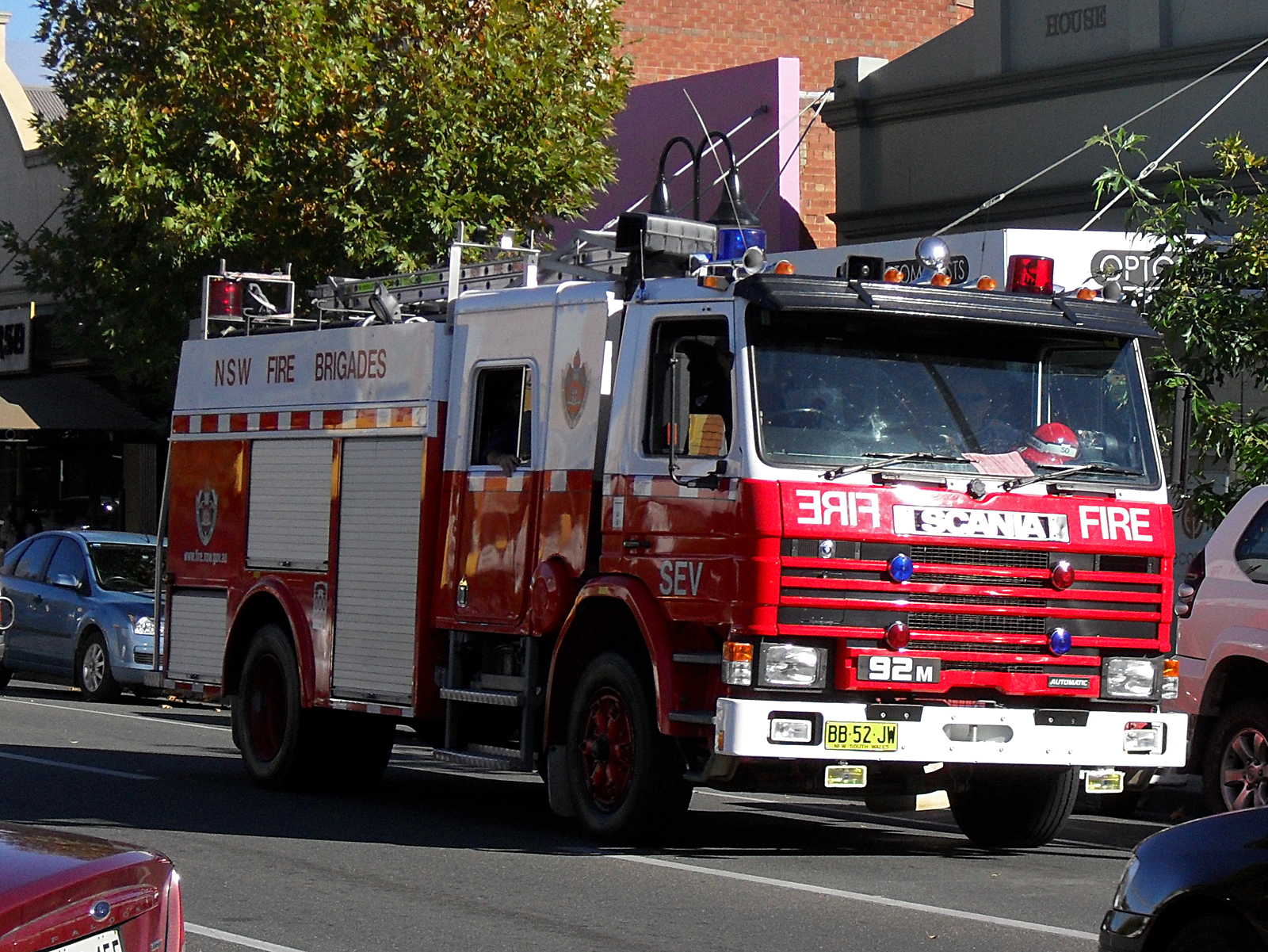
Scania 92M jako hasičský vůz s automatickou převodovkou, Nový Jižní Wales, Austrálie